# Revisortilsynet
Revisortilsynet er en uafhængig tilsynsvirksomhed, etableret i 2003 i henhold til kapitel 9 i Lov nr. 302 af 30. april 2003 om statsautoriserede og registrerede revisorer.
Det er Revisortilsynets opgave at foretage kvalitetskontrol af statsautoriserede og registrerede revisorer og revisionsvirksomheder, samt at udarbejde retningslinjer for gennemførelse af denne kvalitetskontrol og dertil knyttet indrapportering.
Revisionstilsynet blev etableret i forbindelse med den generelle internationale skærpelse af tilsynskravene til revisionsvirksomheder i kølvandet på den amerikanske Enron-skandale, hvor energigiganten Enron Corporations revisorer viste sig at have medvirket systematisk regnskabsmæssig svindel.
Revisortilsynet består af ni medlemmer, der udpeges af Erhvervsstyrelsen. Erhvervsstyrelsens administration fungerer som sekretariat og administration for Revisortilsynet. 
Revisortilsynet udarbejder en årlig redegørelse over den udførte kvalitetskontrol, og det udsteder ligeledes retningslinjer til gennemførelse af kvalitetskontrollen.
Revisortilsynet er udelukkende en tilsynsvirksomhed og kvalitetskontrol, hvorimod klager over revisorer og deres arbejde, m.m. skal indberettes til revisornævnet.
Revisortilsynet har i december 2008 kommenteret den omfattende sag, der vedrører IT Factory, og forventes at vurdere revisorernes rolle og funtsion i sagen, og denne sag må forventes at blive Revisortilsynets hidtil største. 
Lov nr. 302 af 30. april 2003 om statsautoriserede og registrerede revisorerer er historisk. De bruger nu lov nr. 468 af 17 juni 2008